# Bretteville-du-Grand-Caux
Bretteville-du-Grand-Caux é uma comuna francesa na região administrativa da Normandia, no departamento de Sena Marítimo. Estende-se por uma área de 11,43 km². Em 2010 a comuna tinha 1 375 habitantes (densidade: 120,3 hab./km²).